# Chouchane Siranossian

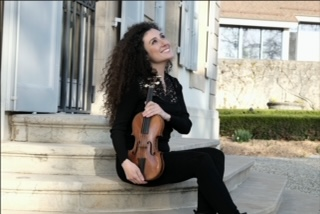
Chouchane Siranossian

Chouchane Siranossian (* 18. Juli 1984 in Lyon) ist eine französisch-schweizerische Geigerin.

## Leben
Chouchane Siranossian ist eine Tochter des aus einer armenischen Familie stammenden Pianisten, Dirigenten und ehemaligen Direktors des Konservatoriums von Romans-sur-Isère, Alexandre Siranossian. Die Violoncellistin Astrig Siranossian ist ihre Schwester.

### Ausbildung
In Romans aufgewachsen begann sie die berufliche Ausbildung auf der Violine bei Tibor Varga in Sion. Bereits mit 15 Jahren wurde sie in die Klasse von Pavel Vernikov am Conservatoire national supérieur de musique et de danse in Lyon aufgenommen. Im Jahr 2002 wechselte sie zu Zakhar Bron an die Musikhochschule Zürich, wo sie 2007 ihr Solistendiplom mit höchster Auszeichnung erhielt.
2007 wurde sie Konzertmeisterin des Sinfonieorchesters St. Gallen (Schweiz), wo sie bis zu ihrem entscheidenden Treffen mit Reinhard Goebel blieb. Anschließend widmete sie sich in seiner Klasse am Mozarteum in Salzburg intensiv dem Studium der Alten Musik und arbeitete regelmäßig als Solistin mit ihm zusammen.

### Wirken
Chouchane Siranossian tritt als Solistin auf der modernen wie der barocken Geige auf. Sie hat unter anderem mit Leonardo García Alarcón, Kristian Bezuidenhout, Bertrand Chamayou, Andrea Marcon, Daniel Ottensamer, Thomas Demenga, Jos van Immerseel, Christophe Coin, Václav Luks, Andreas Spering, Rudolf Lutz, Alexis Kossenko, Thomas Hengelbrock und François-Xavier Roth zusammengearbeitet.
Gleichzeitig spielt sie auch Uraufführungen und arbeitet mit Komponisten wie Daniel Schnyder, Marc-André Dalbavie, Aaron Kernis, Bechara El Khoury, Éric Tanguy, Benjamin Attahir und Thomas Demenga.
Des Weiteren leitet sie das 2015 in Liechtenstein entstandene Ensemble Esperanza, das 2018 mit dem Opus Klassik ausgezeichnet wurde, mit dem sie bereits mehrere Alben aufgenommen hat und mit dem sie regelmäßig auf Tournee geht.
Chouchane Siranossian zählt heute zu den größten Virtuosen der internationalen Barockszene, sowohl solo als auch an der Seite vieler namhafter Orchester. Ihre Beherrschung des Instruments, unterstützt durch ihre musikwissenschaftliche Forschung, haben sie in einer beispielhaften Karriere zur gefragten Musikerin gemacht.
Chouchane Siranossian spielt eine Barockvioline aus der Werkstatt von Giuseppe und Antonio Gagliano und eine Violine von Giovanni Battista Guadagnini, zur Verfügung gestellt von Fabrice Girardin, Geigenbauer in La Chaux-de-Fonds.
Ihre Konzertkleidung wird von Jacques Bellemin in Frankreich gesponsert.
Seit 2016 nimmt Chouchane Siranossian exklusiv für das Label Alpha Classics auf.

## Preise und Auszeichnungen
- 2015: Diapason Découverte für das Album Time Reflexion[11]
- 2017: International Classical Music Award in der Kategorie „Baroque Instrumental“ für das Album L’Ange et le Diable[12]
- 2017: International Classical Music Awards für ein Discovery Award mit dem Ensemble Esperanza[13]
- 2017: Joker of Crescendo Magazine (Juli 2017) für das Album Nordic Suites mit dem Ensemble Esperanza[14]
- 2018: OPUS KLASSIK, Preis für Nachwuchsförderung mit dem Ensemble Esperanza[15]
- 2019: International Classical Music Award in der Kategorie „Assorted Programs“ für das Album In Time, Mendelssohn: Violin Concerto & Octet[16]
- 2020: Preis der deutschen Schallplattenkritik für das Album Tartini – Violin Concertos[17]
- 2020: Choc Classica für das Album Tartini – Violin Concertos[18]
- 2020: Joker of Crescendo Magazine (April 2020) für das Album Tartini – Violin Concertos[19]
- 2021: International Classical Music Award in der Kategorie „Baroque Instrumental“ für das Album Tartini – Violin Concertos[20]
- 2021: Premio della critica discografica Franco Abbiati – III Edizione für das Album Tartini – Violin Concertos
- 2021: Muse d’Or des Muse Baroque für das Album Romberg – Violin Concertos[21]
- 2021: Diapason d’Or für das Album Bach before Bach[22]
- 2021: Pizzicato Supersonic für das Album Bach before Bach[23]
- 2022: 5* des Magazins MUSICA – Rivista di cultura musicale e discografica, Zecchini Editore, n. 335, April 2022 für das Album Bach before Bach[24]

## Diskografie
- 2015: „Time Reflexion - El-Khoury, Tanguy, Rust, Stamitz, Leclair“. Label: OehmsClassics.
- 2015: „Hans Huber – Works for Violin, Violoncello and Piano“, Thomas Demenga / Jan Schultsz. Label: Bmn Audiophil.
- 2015: „Angel, Devil, Priest – Leclair, Locatelli & Vivaldi Violin Concertos“, Hofkapelle München / Rüdiger Lotter. Label: Deutsche Harmonia Mundi.
- 2015: „Art of the Duo – Daniel Schnyder“, Astrig Siranossian, Daniel Schnyder. Label: Neuklang.
- 2016: „L’Ange et le Diable – Locatelli, Leclair, Tartini, Forqueray“, Jos van Immerseel. Label: Alpha.
- 2017: „Nordic Suites – Grieg, Bridge, Nielsen, Holst“, Ensemble Esperanza. Label: Ars Produktion (Note 1 Musikvertrieb).
- 2018: „In Time, Mendelssohn: Violin Concerto & Octet“, Anima Eterna Brugge / Jakob Lehmann. Label: Alpha.
- 2018: „Haydn- L‘Ours, – Symphonie Concertante Davaux“, Le concert de la Loge, Julien Chauvin. Labe: Aparté.
- 2018: „Southern Tunes“-Toldrà, Respighi, Komitas, Rota, Ensemble Esperanza. Label: Ars Produktion (Note 1 Musikvertrieb).
- 2019: „Western Moods – Kernis, Hovhannes, Gershwin, Herbert, Schnyder, Barber“ Ensemble Esperanza. Label: Ars Produktion (Note 1 Musikvertrieb).
- 2020: „Tartini – Violin Concertos“, Venice Baroque Orchestra / Andrea Marcon. Label: Alpha.
- 2020: „Antoine Reicha – Symphonies concertantes“, Gli Angeli Genève, Alexis Kossenko Label: Claves.
- 2021: „Romberg – Violin Concertos“, Capriccio Barockorchester. Label: Alpha.
- 2021: „Bach before Bach“, Leonardo Garcia Alarcón / Balázs Máté. Label: Alpha.
- 2023: „Duello d’archi a Venezia“, Venice Baroque Orchestra / Andrea Marcon. Label: Alpha